# Boom van Pythagoras
De boom van Pythagoras is een fractal, die  in 1942 door de Nederlandse wiskundeleraar AE Bosman is bedacht en naar Pythagoras is genoemd vanwege de driehoeksverhoudingen met de kenmerkende rechte hoek. De figuur lijkt op een boom.  De fractal wordt opgebouwd door vierkanten en lijkt op de vorm van een dwarsdoorsnede door een broccoli of bloemkool. Tijdens zijn tewerkstelling bij AEG door de Duitsers, waar hij duikbootonderdelen moest ontwerpen, tekende hij in plaats daarvan deze boom, als vorm van stille sabotage.  
|  |

## Constructie
De bouw van de boom van Pythagoras begint met een vierkant. Op dit vierkant worden onder een hoek van 45 graden vervolgens twee kleinere vierkanten gezet. De lengtes van de zijden van deze kleinere vierkanten zijn een factor ½√2 kleiner dan die van het basisvierkant. Zo valt een hoekpunt van het linkervierkant samen met een hoekpunt van het rechtervierkant. Dit wordt vervolgens ad infinitum, tot in het oneindige recursief toegepast op steeds weer nieuwe vierkanten. De afbeelding hieronder toont de eerste vier iteraties, die hierbij worden uitgevoerd.
|  |  |  |  |

## Eigenschappen
Na de volgende iteratie liggen twee vierkanten, een van de linker- en een van de rechterhelft van de boom, met een gemeenschappelijke zijde tegen elkaar en na de iteraties daarna overlappen delen van de boom elkaar.
Als de zijde van het eerste vierkant 1 is, is de hoogte van de boom 4. De onderkanten van de linker- en de rechterhelft van de boom zonder de stam reiken naar beneden tot een hoogte van 1/4. De breedte van de boom is 6. Als overlappende delen van de boom een keer worden geteld, is de oppervlakte van de boom in ieder geval kleiner dan 24. Als overlappende delen van de boom meervoudig worden geteld, is de oppervlakte van de boom oneindig.

## Meer voorbeelden van fractalen
- Apolloniaans net
- Driehoek van Sierpiński
- Tapijt van Sierpiński